# 希爾米勒區
34°23′29″N 36°23′45″E / 34.39139°N 36.39583°E

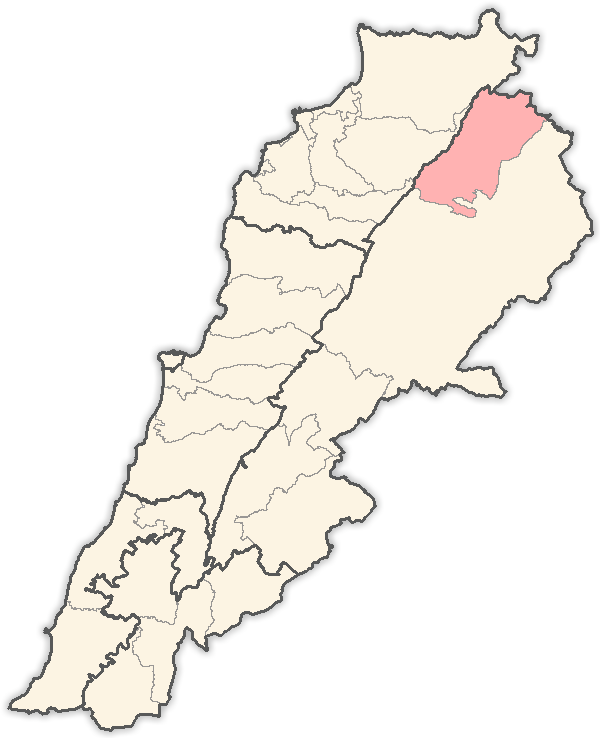

希爾米勒區（阿拉伯语：‎），是黎巴嫩巴勒貝克-希爾米勒省的區份，位於該國東北部，首府設於希爾米勒，面積506平方公里，2008年人口38,975，人口密度每平方公里77人。